# Chale (Wielka Brytania)
Chale – wieś w Anglii, na wyspie Wight. Leży 12 km na południe od miasta Newport i 131 km na południowy zachód od Londynu.